# El Tesoro, Jesús Carranza
El Tesoro är en ort i Mexiko.   Den ligger i kommunen Jesús Carranza och delstaten Veracruz, i den sydöstra delen av landet, 500 km sydost om huvudstaden Mexico City. El Tesoro ligger 81 meter över havet och antalet invånare är 163.
Terrängen runt El Tesoro är platt. Runt El Tesoro är det ganska glesbefolkat, med 29 invånare per kvadratkilometer. Närmaste större samhälle är Jorge L. Tamayo, 18,2 km öster om El Tesoro. Omgivningarna runt El Tesoro är en mosaik av jordbruksmark och naturlig växtlighet.